# ボカラトン
ボカラトン（英: Boca Raton [ˈboʊkə ɹəˈtoʊn]; スペイン語: Boca Ratón [ˈboka raˈton]）は、アメリカ合衆国フロリダ州パームビーチ郡の都市である。人口は9万7422人（2020年）。フロリダ半島の大西洋岸にあり、マイアミの北に位置する。市制は1925年5月に布かれた。
ボカラトンに郵便用住所を持つ住民総計約20万人の大半はボカラトン市の実際の住民ではない。これは2004年に成立した郡の厳格な合併法のためである。市内には如何なる日でもおよそ35万人がいると見積もられている。
人口と領域面積の点で、ボカラトンはウェストパームビーチとブロワード郡ポンパノビーチの間では最大の都市である。

## 歴史
ボカラトンは初期の地図にも記されていた。ボカラトンを文字通り訳すと「ネズミの口」となる。語源についてのある説明では、スペイン語のボカ（口）は入江の意味で使われ、スペイン語のレイトン（ハツカネズミ）は水夫が船の大綱に食い込んで傷める岩を表す使い方をしていた（現在でもそうである）。別の説明では、本来の海賊の入江を喩えて言ったものだということである。ボカラトンという名前が初めて現れたのはマイアミのビスケーン湾にある入江と共に18世紀の地図上だった。19世紀の初めには、大半の地図で現在の位置よりも北の方に誤って表示されており、当時その入江が近かったレイク・ボカラトンの位置になっていた。

### 土地ブーム
ボカラトン市の初期の歴史の中で、1920年代にフロリダ土地ブームが起こり、1927年にはアディソン・マイズナーのクロイスター・インが建設され、後にボカラトン・リゾート・アンド・クラブと改名された。現在では「ピンクのホテル」と呼ばれることが多く、1969年の増設分はインターコースタル・ウォーターウェイ（大西洋沿岸内水路）沿いに聳える建物として遠くからも見ることができる。

### 戦争
ボカラトンの西側の土地には1904年から日系アメリカ人の農夫たちが入植した。「ヤマト・コロニー」と名付けられたこの土地はパイナップル・プランテーションとなったが、経済的な困難から次第に衰退していき、第二次世界大戦に際して土地の大半が接収されて消滅した。ヤマト・コロニーの名残としては、空港の真北を東西に走る「ヤマト・ロード」（北西51番通り）がある。また、市の北西のモリカミ博物館と日本庭園（所在地はデルレイビーチ市）ではヤマト・コロニ―の歴史が記念されている。
接収された土地はボカラトン陸軍航空基地として使われ、B-29爆撃機乗員の主要訓練施設になり、レーダーの学校や研究施設も置かれた。現在ボカラトン空港として使われているのは、かつての基地の一部である。基地の大半はフロリダ・アトランティック大学の敷地として寄贈された。大学の駐車場は、元は滑走路だった場所である。陸軍航空基地の本部ビルは北西4番アベニューのシンシア庭園アパート施設のための事務所ビルとして残っている。

### 戦後
1960年代後半、ボカラトンはIBMの南部拠点になった。1965年、州間高速道路95号線がフロリダ州南部に延伸されるかなり前に、IBMはCSX鉄道線の真西、フロリダ・アトランティック大学の北西に数百エーカーの土地を購入した。

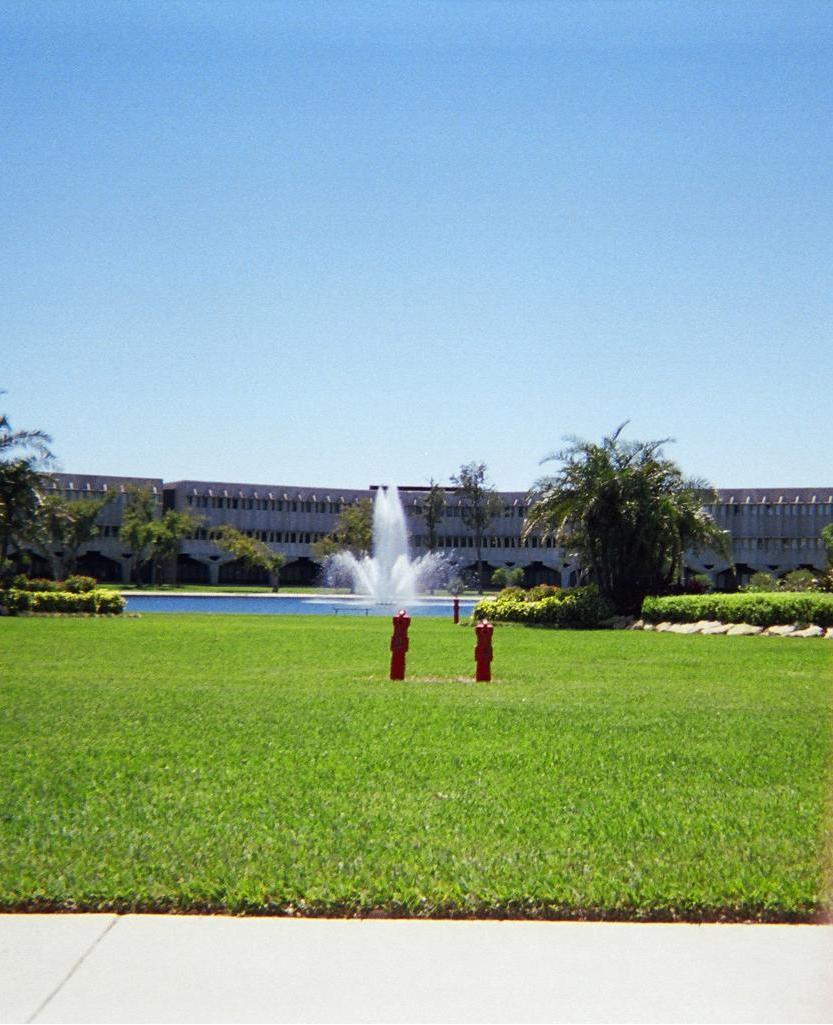
ボカ・コーポレート・センターとキャンパスは元々IBMの研究所の一つであり、パーソナルコンピュータが作られた。

IBMの主要複合施設の建設は1967年に本格的となり、この巨大製造工場と事務所の複合施設は1970年3月に開所された。構内は自給自足を念頭に設計されており、その目的のために電気変電所、上水汲み上げ場および鉄道の支線が備えられた。System/360の大量生産やSeries/1メインフレームの開発といった注目に値する業績の中でも、ここではIBMパーソナルコンピュータ誕生の地となり、後に近くのデルレイビーチで開発されたIBM PS/2に発展した。IBMは1987年からノースカロライナ州ローリーのリサーチ・トライアングル・パークIBM・PC事業部となる所に製造拠点を移し、ボカラトンの巨大製造施設は事務所と研究所に転換された。ここでは後にOS/2オペレーティングシステムのような製品や、音声認識ソフトウェアであるボイスタイプ・ディクテーション、現在のビアボイスと呼ばれるものを生産した。
IBMは1996年までフロリダ州南部の施設を維持していたが、その後閉鎖し、ブルーレイク不動産に売却し、さらにT-REXマネジメント・コンソーシアムに転売されたのち、2005年に Blackstone Group に売却され、名前を Boca Corporate Center & Campus に変えた。今日 Boca Corporate Center & Campus は施設や周辺の不動産を再活性化させ、非常に成功した景観のよい事業と研究のパークに変えてきた。IBMの主要敷地とはスパニッシュ川ブールバードを隔ててビルディング051と呼ばれていた建物は、パームビーチ郡教育学区に寄贈され、ドン・エストリッジ・ハイテク中等学校に転換された。この学校はIBMパーソナルコンピュータの開発チームを率いたドン・エストリッジに因んで名付けられた。IBMは2001年7月に戻ってきて、コングレス・アベニューのはずれにソフトウェア開発研究所を開所した。
1966年以降、土地開発のブルーグリーン・コーポレーションがその本社をボカラトンに構えている。
1980年代、市の歴史的中心の西側で開発が集中したために、中心街回廊を含み市の東側は衰退し始めた。たとえば、中心街のショッピングモールである古いボカラトン・モールは、1980年に市の西にオープンしたタウンセンターのために、空室率が高くなり、ギリギリのテナントだけで運営された。

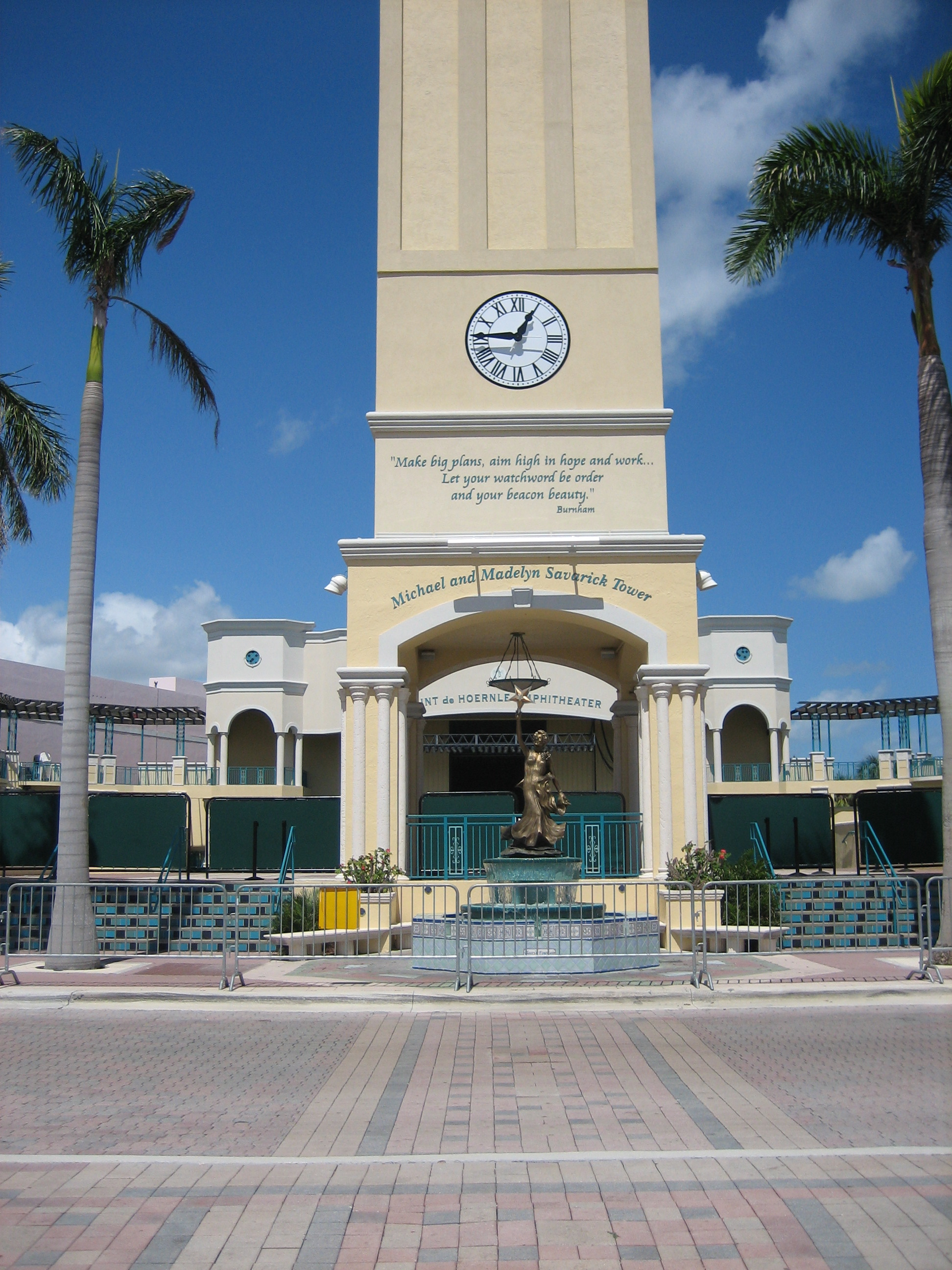
マイズナー・パーク

1991年、中心街の新しい屋外ショッピングと食事のセンターであるマイズナー・パークが、古いボカラトン・モールの地に開所された。その後ここはパームビーチ郡南部の文化的中心になった。マイズナー・パークは2つの主要道路に挟まれた景観の良い中央公園（集合的にプラザ・リアルと呼ばれる）が売りであり、店舗は外の道路側にのみある。より現代的な外観で地中海郊外の「タウンセンター」にも似ている。多くのレストランがあり、2001年に移転してきたボカラトン美術館も入っている。2002年、新しい円形競技場が建設されてそれまでの小さなものに置き換わり、コンサートなどの催しが開催される大人数収容屋外会場となっている。
マイズナー・パークは中心街の再活性化に大いに貢献した。新しく8階建てないし10階建ての多目的ビルが多く建設され、現在建設中のものさらには計画中のものもある。周辺地域は中心街再開発の恩恵を受けてきた。
1996年、マイズナー・パーク西端に床面積25,000平方フィート (2,300 m2) の国立漫画博物館（正式には漫画芸術国際博物館）が建設された。その開館から6年経った2002年には閉鎖され、以降は空室になっている。この博物館そのものは当初のニューヨーク市に移された。建物は現在公共用途のために改修中であり、地元の公共テレビ局や地元で所有され運営される本屋など私企業が入る予定である。
1980年代と1990年代に市の西部に開発が集中したので、そのタウンセンター・アット・ボカラトンがボカラトンとして呼ばれる所の地理的中心になったが、このモールは2004年まで市内には入っていなかった。ボカラトンと呼ばれる地域は市西部の未編入領域を含め、現在ではほとんど開発され尽くした。
1999年、サイモン・プロパティ・グループがタウンセンター・アット・ボカラトンを買収し再開発した。新しい翼には核店舗として百貨店のノードストロームが入った。2006年にはニーマン・マーカスが最新の百貨店として加わった。2006年遅く、サイモンは新しい翼の近くに屋外ライフスタイルセンターの建設を始めた。タウンセンター・モールはパームビーチ郡の観光客を呼び込み、最大の屋内型モールになってきた。
ボカラトンには厳格な開発条令があり、市内に建設される商業ビルの大きさや形態、看板、広告を規制している。市内地域分け条令により、市内には車の販売店が許されない。さらに看板も許されていない。最近の合併の間は看板のみが規制を外された。マクドナルドのような企業はこの条令のためにそのゴールデンアーチを下げた。未編入地域のレストランは古典的アーチが残っているが、その看板の高さは下げられてきた。地域の多くのビルは地中海様式やスペイン様式の建築であり、これは当初アディソン・マイズナーが取り入れたものだった。この厳格な開発条令によって幾つかの主要大通りには観光客用の大きな看板や広告も無く、重要な景観が保たれている。

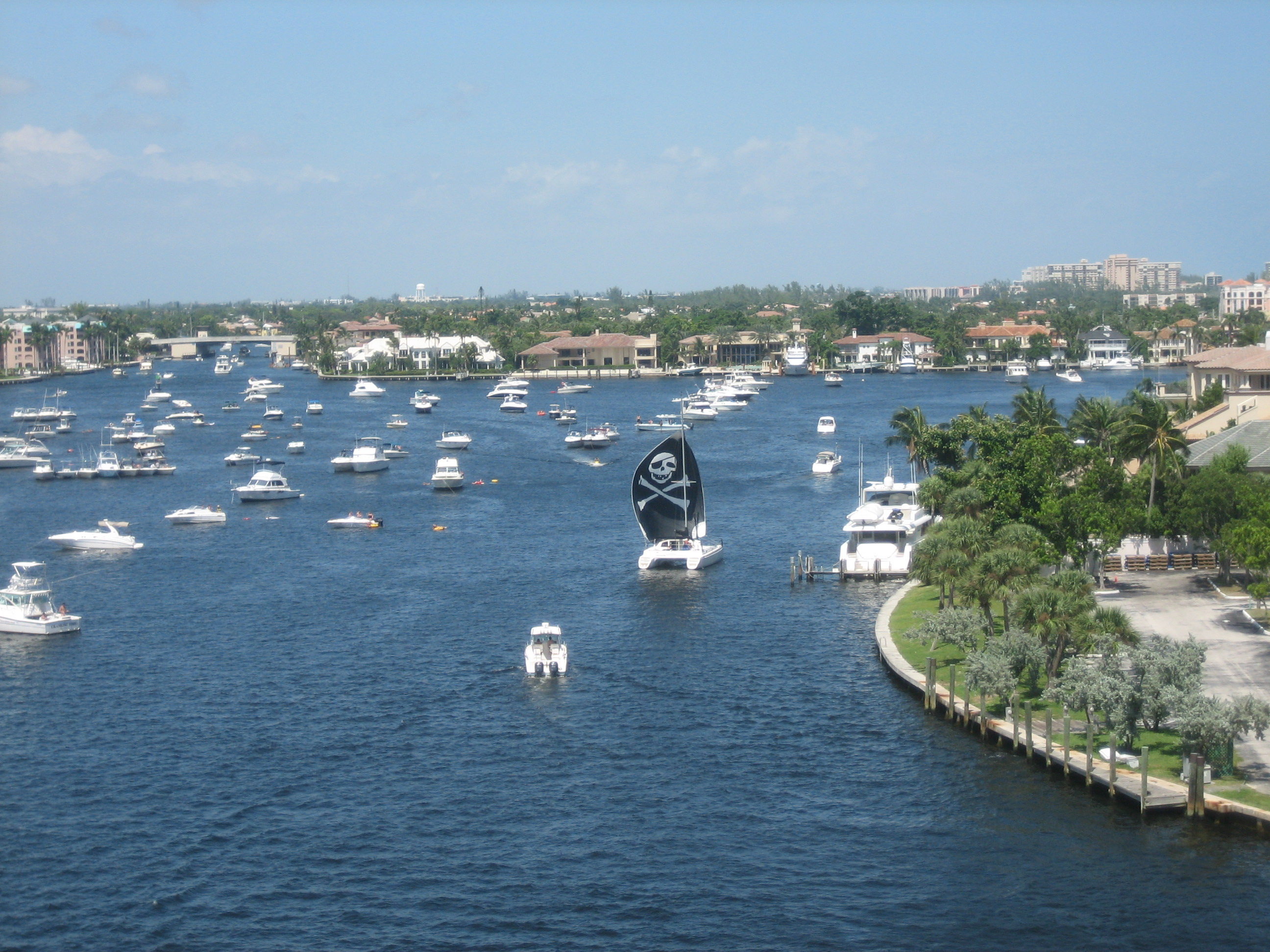
ボカラトン港

## 地理
アメリカ合衆国国勢調査局に拠れば、市域全面積は75.4 km2 (29.1 mi2)、このうち陸地は70.4 km2 (27.2 mi2)、水面は5.0 km2 (1.9 mi2)で水域率は6.63％である。ボカラトンは南フロリダ都市圏の「主要都市」である（国勢調査局の定義）。フロリダ州南部の都市大半と同様に、ボカラトンにはビルの地下室を許容しない地下水面があるが、市内には「ハイ・ストリート」といみじくも名付けられた4番アベニューなど幾つか高い地点がある。この地域で最高地点はカミーノ庭園の守衛小屋であり、標高24フィート (7.3 m) である。ボカラトン・ホテルのビーチクラブは標高23フィート (7.0 m) にある。
ボカラトンでは幾つかの小さなトンネルが道路の下を走っているが、これらの地点で走路は数フィート高く造られるか、砂丘の上にある。これらトンネルの幾つかはスパニッシュ川公園で州道A1A号線の下にあり、道の西側は海浜に向かう人の駐車スペースになり、東側は海浜となっている。A1A号線は、浸食やその他自然現象で形成された砂丘のために、既に周りの土地より高くなっている。

### 気候
ボカラトンは熱帯モンスーン気候にある（ケッペンの気候区分ではAm）。
| ボカラトンの気候       | ボカラトンの気候 | ボカラトンの気候 | ボカラトンの気候 | ボカラトンの気候 | ボカラトンの気候 | ボカラトンの気候 | ボカラトンの気候 | ボカラトンの気候 | ボカラトンの気候 | ボカラトンの気候 | ボカラトンの気候 | ボカラトンの気候 | ボカラトンの気候 |
| 月                     | 1月              | 2月              | 3月              | 4月              | 5月              | 6月              | 7月              | 8月              | 9月              | 10月             | 11月             | 12月             | 年               |
| ---------------------- | ---------------- | ---------------- | ---------------- | ---------------- | ---------------- | ---------------- | ---------------- | ---------------- | ---------------- | ---------------- | ---------------- | ---------------- | ---------------- |
| 平均最高気温 °C （°F） | 24 (76)          | 25 (77)          | 27 (80)          | 28 (83)          | 31 (87)          | 32 (90)          | 33 (92)          | 33 (92)          | 33 (91)          | 31 (87)          | 28 (82)          | 26 (78)          | 29 (85)          |
| 平均最低気温 °C （°F） | 14 (58)          | 14 (58)          | 17 (62)          | 19 (66)          | 22 (71)          | 23 (74)          | 24 (75)          | 24 (75)          | 23 (74)          | 22 (71)          | 19 (66)          | 16 (61)          | 20 (68)          |
| 降水量 mm （inch）     | 70.6 (2.78)      | 70.1 (2.76)      | 76.2 (3.00)      | 86.4 (3.40)      | 145.5 (5.73)     | 185.7 (7.31)     | 150.9 (5.94)     | 175.5 (6.91)     | 178.1 (7.01)     | 145.5 (5.73)     | 107.7 (4.24)     | 62.5 (2.46)      | 1,454.7 (57.27)  |
| 出典： 2009-08-14      |                  |                  |                  |                  |                  |                  |                  |                  |                  |                  |                  |                  |                  |

## 人口動態
以下は2000年国勢調査による人口統計データである。
| 基礎データ - 人口: 74,764人 - 世帯数: 31,848世帯 - 家族数: 20,000家族 - 人口密度: 1,061.7人/km2（2,749.8人/mi2） - 住居数: 37,547軒 - 住居密度: 533.2軒/km2（1,381.0軒/mi2） 人種別人口構成 - 白人: 90.75% - 非ヒスパニック白人: 84.2% - アフリカン・アメリカン: 3.76% - ネイティブ・アメリカン: 0.16% - アジア人:1.99% - 太平洋諸島系: 0.04% - その他の人種: 1.39% - 混血: 1.90% - ヒスパニック・ラテン系: 8.51% 年齢別人口構成 - 18歳未満: 18.9% - 18-24歳: 8.1% - 25-44歳: 26.4% - 45-64歳: 26.7% - 65歳以上: 19.8% - 年齢の中央値: 43歳 - 性比（女性100人あたり男性の人口） - 総人口: 95.1 - 18歳以上: 92.8 | 世帯と家族（対世帯数） - 18歳未満の子供がいる: 24.1% - 結婚・同居している夫婦: 53.1% - 未婚・離婚・死別女性が世帯主: 7.1% - 非家族世帯: 37.2% - 単身世帯: 29.5% - 65歳以上の老人1人暮らし: 11.6% - 平均構成人数 - 世帯: 2.26人 - 家族: 2.81人 収入と家計 - 収入の中央値 - 世帯: 67,531 米ドル - 家族: 92,057米ドル - 性別 - 男性: 52,287米ドル - 女性: 33,347米ドル - 人口1人あたり収入: 45,628米ドル - 貧困線以下 - 対人口: 6.7% - 対家族数: 4.1% - 18歳未満: 6.0% - 65歳以上: 4.9% |

フォーブスによれば、アメリカ合衆国でも最も費用の掛かるゲーテッドコミュニティ10カ所のうち3カ所がある。ロイヤルパーム・ヨット・アンド・カントリークラブが第1位、ザ・サンクチュアリーが第6位、ル・ラックが第8位だった。
2000年時点で、英語を話す人口は79.89％、スペイン語が9.28％、フランス語1.46％、ポルトガル語1.45％、フランス・クレオール語1.29％、およびイタリア語1.05％となっていた。ボカラトンには少なからぬユダヤ人もいて、彼等の少数が言語の多様性を増し、ヘブライ語を話す者0.27％、家庭でイディッシュ語を話す者0.27％となっている。

## 文化と呼び物

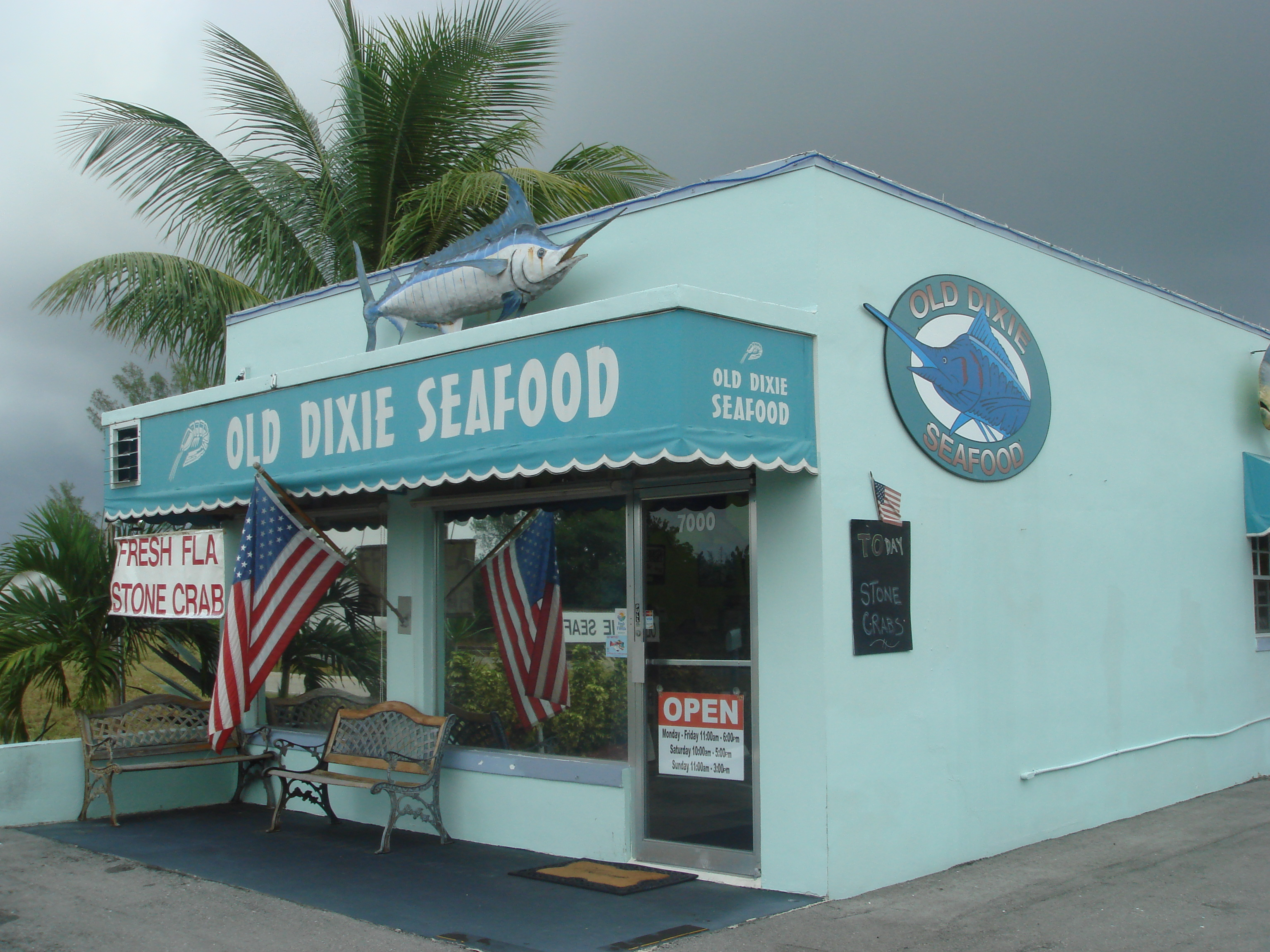
レストラン「オールド・ディキシー・シーフード」

ボカラトンはその裕福な地域社会と高収入の人々がいることで知られている。ボカラトンにはユダヤ人や南アメリカ人が多い。南アメリカ人の中にはブラジル、コロンビアおよびベネズエラの出身者が多い。
ボカラトンにはアフリカU.S.A.（1953年-1961年）と古代アメリカ（1953年-1959年）という2つのアミューズメントパークが過去にあった。アフリカU.S.A.は、観光客が「ジープ・サファリ・トレイン」に乗って公園内を回る野生動物公園だった。「ジープ・サファリ・トレイン」に乗っている観光客と動物達を遮るフェンスは無かった。そこはボカラトン・ホテルの西1マイル (1.6 km) でカミーノ庭園の一部となっている。古代アメリカは実際のインディアン・マウンドを取り巻いて建設された。今日このマウンドはヤマト道路に近いアメリカ国道1号線沿い、ボカ・マリーナ・アンド・ヨットクラブ地区内で見ることができる。
ボカラトンにはフロリダ州南部では最長の興行実績を誇るコールドウェル劇団があり、サウスフェデラル・ハイウェイ沿いに最近開館されたカウント・デ・ヘルンレ劇場で34回目のシーズンを祝った。

### 犯罪と議論

#### 犯罪統計
アメリカ合衆国司法省によれば、2006年にボカラトンで次のような犯罪が起こった。FBIは毎年これらのデータを犯罪報告統一プログラムを通じ集めている。
- 殺人および過失ではない致死：3件
- 強姦：13件
- 強盗：72件
- 加重暴行：150件
  - 暴力犯罪計：238件
- 夜盗：799件
- 窃盗、盗み：2,232件
- 自動車窃盗：170件
- 放火：2件
  - 窃盗犯罪計：2,956件

推計人口： 88,093人

#### 技術的問題
電子メール・セキュリティ商品会社のメッセージラブスに拠れば、ボカラトンは「世界のスパム・メールの首都」ということであり、世界中で生まれているあらゆるスパムの中で非常に高い率の発生源となっている。このことは地域の典型的スパムの発信者の個人資産や組織犯罪のお気に入りとして悪名高い過去を考えれば驚くに値しない。「マイアミ・ヘラルド」紙に拠れば、ボカラトンは信用詐欺に巻き込まれた長い歴史がある。証券取引委員会元議長のリチャード・C・ブリーデンはボカラトンのことを、「水中よりも陸上にサメがいることではフロリダで唯一の都市」と言った。2004年6月8日のコンピュータ・セキュリティ会議における基調演説を行ったブルース・スターリングは、この市を「サイバー詐欺のカポネ・シカゴ」と表現した。
2004年7月22日、ボカラトンはの住民スコット・レビンがアメリカ合衆国史上最大のコンピュータ犯罪で起訴された。連邦検事は、消費者データ集積社のデータベース、Acxiomに違法に入り込み、数百万人の個人情報を盗んだとした。

#### 組織犯罪
「パームビーチ・ポスト」の記事に拠れば、ボカラトンで活動していると分かっているギャングが9人いる。
ボカラトンはマフィアに繋がりがある。凶悪犯罪については分からないが、マフィア・メンバーの容疑がある多くの者にとって人気のある溜まり場である。2004年6月時点の多くの連邦政府起訴状に拠れば、ガンビーノ・ファミリーがボカラトンで活動を続けている。テレビ番組「ザ・ソプラノズ」はボカラトン市を紹介し、ボカラトンに住むマフィアの妻の作家リンダ・ミリトーを紹介した。

## 政治
ボカラトンは市政委員会・シティマネジャー方式を採っている。市の公式サイトはcity websiteである。
市長スーザン・ウェルチェルを含む市政委員会は無党派である。ただし、その委員の全てが共和党員として登録されている。ボカラトン市が属するアメリカ合衆国下院の選挙区は2つ有り、2007年時点の議員はどちらも民主党員である。

## 教育

### 公立学校
ボカラトンの公共教育はパームビーチ郡教育学区によって管理されている。ボカラトンには幾つかの著名私立学校や宗教系学校がある。
2007年時点でボカラトンには高校が4校ある。市域内ではボカラトン・コミュニティ高校が市の東部にある。スパニッシュ川コミュニティ高校は市の西中部から未編入領域が対象である。オリンピックハイツコミュニティ高校は西部の未編入領域を対象とする。4つめのウェストボカラトンコミュニティ高校は最西部の未編入領域を対象にしている。スパニッシュ川、オリンピックハイツおよびウェストボカラトンの各高校はデルレイビーチとボイトンビーチの生徒も受け入れている。
この地域には5つの公立中学と12の公立小学校がある。
ボカラトンにあるパームビーチ公共教育学区とは別に、アレクサンダー・D・ヘンダーソン大学の学校がフロリダ・アトランティック大学キャンパス内にある。この学校は特徴があり別の教育学区に編成されており、パームビーチ郡教育システムの一部になっていない。ヘンダーソン学校はカレッジの教育管理の下でフロリダ・アトランティック大学教育学区72号として認められている。
フロリダ州の大学内学校は12年生までと大学の学生に教えること、大学の研究を支援すること、およびフロリダ州の学校の教育改革を試験することを認められている。ヘンダーソン学校は公立学校であり、授業料が要らない。パームビーチ郡あるいはブロワード郡に住む子供達に開放されており、入学は籤で決められている。生徒の性別、人種、家庭の収入および生徒の能力に関する特性は州内の生徒構成比に合うように使われている。

### 私立学校
- ヒレル・デイスクール・オブ・ボカラトン
- ボカラトン・キリスト教学校

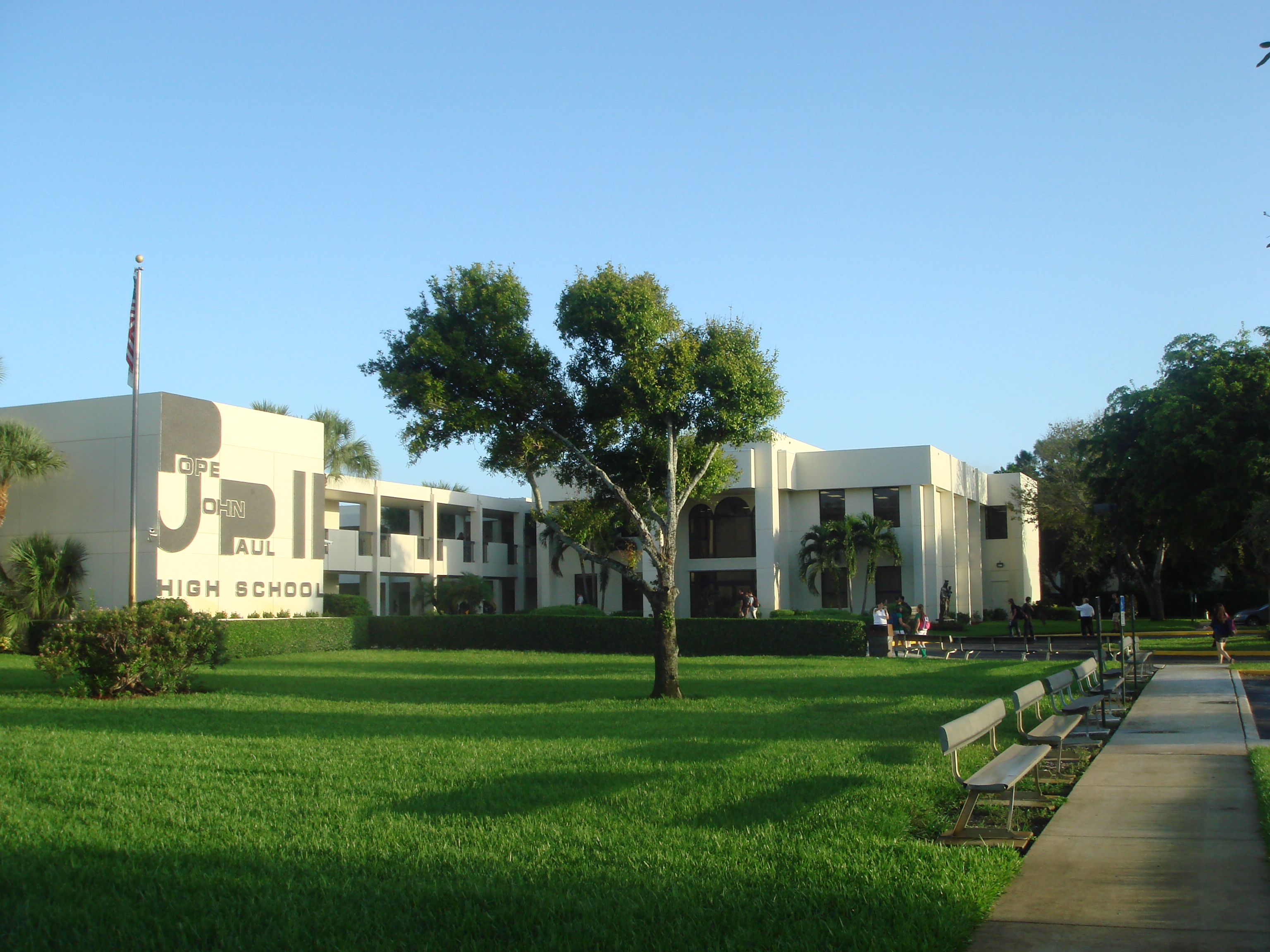
教皇ヨハネ・パウロ二世高校

- パインクレスト学校、フォートローダーデールに本部があり、ボカラトンにキャンパスがある
- セントジュード・カトリック学校と1985年創立の小中学校であるパリッシュ・セントジュード学校、1995年に創立された予備校もある。
- セントアンドリューズ学校
- 教皇ヨハネ・パウロ二世高校
- グランドビュー・プレパラトリー・スクール、独立系カレッジ予備校、無宗派、共学、通学制、1997年創立、幼稚園前から12年生まで受け入れている[26]
- ドナ・クライン・ユダヤ人アカデミー
- ボカ予備国際学校
- セントジョーン・オブ・アーク・カトリック学校と教会
- ワインバウム・イェシバ高校
- サミット私立学校、 モンテッソーリ学校[27]
- スパニッシュ川キリスト教学校
- セントポール・ルーテル学校
- アドベント・ルーテル学校
- クレアモン・モンテッソーリ学校
- アメリカン・ヘリテージ学校

### 高等教育
- フロリダ・アトランティック大学、1961年創立、1964年にボカラトンで最初の授業を行った、フロリダ州州立大学システムの会員であり、ボカラトンでは最大の大学、学生数26,000人、このうち3,000人は住民の子弟、ディビジョンI運動プログラムに参加
- パームビーチ・コミュニティカレッジ、1971年創立、フロリダ・アトランティック大学に隣接したキャンパスがある
- リン大学（当初はメアリーマウント・カレッジとして創立、1974年にボカラトン・カレッジ、1971年現在名）、4年制共学、この大学に多額の寄付をし続けたリン家の栄誉を称えて改名
- デジタルメディア芸術大学、2001年創立、コンピュータアニメーションとグラフィック・デザイン分野で学士と修士を輩出
- エバーグレーズ大学

### 図書館
ボカラトン市民はボカラトン公共図書館を利用できる。2008年1月に、州間高速道路95号線の西、スパニッシュ川ブールバード沿いに2つめの市民図書館ビルが開館した。
ボカラトン市域街に住む住民にはサウスウェスト郡地域図書館がある。ヤマト道路の真北、州道7号線沿いに新しい代替郡図書館が公開され、サウスウェスト郡地域図書館は改修のために閉館された。郡図書館のカードを持っている人はパームビーチ郡図書館システムに入っている14の支所どこでも利用でき、インターネットを通じてサン・センティネル新聞の歴史アーカイブにアクセス可能である。

## 交通

### 航空路
- ボカラトン空港は一般航空用途の空港であり、フロリダ・アトランティック大学や州間高速道路95号線に隣接している。朝7時から夜11時まで管制官が駐在する管制塔がある。この空港は公営であり、ボカラトン市とパームビーチ郡委員会が指名する7人の機関によって運営されている。
- パームビーチ国際空港は北のウェストパームビーチ近くにある。
- フォートローダーデール・ハリウッド国際空港は南のダニアビーチにある。

### 高規格道路
- アメリカ国道1号線が市内中心街、産業地区および市の東部を通っている。
- アメリカ国道441号線が市西部の商業と住宅地区を通っている。
- 州間高速道路95号線が市内を南北に縦断し、インターチェンジが4カ所ある。
- フロリダ・ターンパイクがボカラトンの未編入地区を通り、市の北限となっており、グレイズ道路（州道808号線）とのインターチェンジが1カ所ある。

### 鉄道
- 通勤列車トライレールが走っており、ボカラトン駅は州間高速道路95号線の西、ヤマト道路の南側に位置している
- 海岸寄りの貨物線「フロリダ東海岸鉄道」を使って高速列車ブライトラインが運行しており、2022年にボカラトン駅が開業した。

### 水路
この地に開拓者が到着するかなり前、政府による1870年の調査では、大西洋の海岸砂丘の西に平行して「ボカラトン・ラグーン」があり、現在のデルレイビーチにあるアトランティック・アベニューの直ぐ北の位置から9マイル (14.5 km) 南に延びていた。ラグーンの南半分に沿って「レイク」と呼ばれる3つの広い地域があり、北から南にレイク・ロジャース、レイク・ワイマン、およびレイク・ボカラトンと名付けられている。ラグーンの南東端には南に向かって短い突起があり、その入口にあった砂州が除かれた後でそこがボカラトン市になった。ラグーンと湖は幅半マイル (0.8 km) の湿地の一部であり、その西側は幅1マイル (1.6 km) の低木地帯だった（大西洋海岸尾根の一部）。ここにフロリダ東海岸鉄道（1896年）とディキシー・ハイウェイが建設された。低木地帯の西は幅半マイルかそれ以上の湿地であり、そこを南北に「ヒルスバラ川支流」が流れており、これが現在のエル・リオ運河になった。この運河はフロリダ・アトランティック大学とオールド・フロレスタ地区の東縁になっている。運河の南半分周辺ではグリーンイグアナが豊富に生息している。その支流が現在のヒルズバラ運河（1911年から1914年に開削）の直線部東端で「ヒルズバラ川」に入り、そこが市の南端になっている。この川は以前はカポネ島（1930年代にアル・カポネが所有）と呼ばれていた現在のディアフィールド島の西端に沿って幾つかの水路を南島に流れている。ディアフィールド島は1961年にその北端にそってロイヤルパーム運河が開削されるまで島ではなかった。島の東端にそってラグーンから川に南流するのが「ヒルズバラ川に至る小さな船路」であり、リトル・ヒルズバラとも呼ばれた。この川は海岸砂丘の直ぐ内側を約4.5マイル (7.2 km) 南流を続け、「ヒルズバラ砂州」、現在のヒルズバラ入り江で大西洋に注ぐ。
このラグーンは1894年から1895年に開削されてジャクソンビルからビスケーン湾まで最小深度5フィート (1.5 m)、最小幅50フィート(15.2 m) のフロリダ東海岸運河の一部になった。1895年以後、このラグーンと運河はスパニッシュ川と呼ばれることがあった。1930年から1935年まで、運河は連邦政府によって深さ8フィート (2.4 m)、幅100フィート(30.5 m) に改良され、インターコースタル・ウォーターウェイと改名された。1960年から1965年に掛けて再度改良され、 深さ10フィート (3.0 m)、幅125フィート(38.1 m) となった。 これら3代の運河はどれも浸食を受けて、その深さが最小値以下になった。ボカラトン市域の北限の一部となっているのがC-15運河であり、エル・リオ運河とインターコースタル・ウォーターウェイとを繋いでいる。この地域の最初の開拓者は1895年のT・M・リカーズであり、レイク・ボカラトンの北岸に住んだ。1927年にアディソン・マイズナーによってクロイスター・イン、現在のボカラトン・リゾート・アンド・クラブが湖の西端に建設された。

## 過去と現在の著名住民
- ジョジー・アルティドール、サッカー選手
- カーリン・バセット＝セグソ、夫のロバート・セグソと共にテニス選手
- デレック・ベル、カーレース・ドライバー
- ユニエスキー・ベタンコート、野球選手
- イアン・ビショップ、元イギリスのサッカー選手
- ライランド・ブラッキントン、音楽家、ギター奏者、コブラ・スターシップ
- ジョン・ボン・ジョヴィ、歌手
- ジェイソン・ボーナム、ロック音楽のドラマー、レッド・ツェッペリンのドラマーであるジョン・ボーナムの息子
- アーネスト・ボーグナイン、俳優
- ドン・ブリューワー、グランド・ファンク・レイルロードのドラマー
- キース・バイアーズ、元アメリカンフットボール選手
- ジェニファー・カプリアティ、テニス選手
- クリス・カラッバ、ダッシュボード・コンフェッショナルのリードボーカルとギター奏者
- クリス・カーター、オール・プロのアメリカンフットボール選手
- エレーナ・デメンチェワ、ロシアのテニス選手
- ディオン・ディムッチ、ロックンロール殿堂入りしたメンバー
- クリス・エバート、テニス選手
- サム・E・ゴールドバーグ、俳優、ラジオ・パーソナリティ
- ジェフ・ゴードン、NASCARのレーサー
- トーリアン・グリーン、バスケットボール選手
- ジョン・グローガン、マーリー 世界一おバカな犬が教えてくれたことの著者
- セバスチャン・グロージャン、フランスのテニス選手
- ミーガン・ハウザーマン、モデル、リアリティテレビの女優
- スコット・ヒルシュ、ボクシングのマネジャー、元スパム電子メール送信者[32]
- デニス・コズロースキー、タイコ・インターナショナルの元CEO
- ベルンハルト・ランガー、ゴルファー
- ジェシー・レビン、テニス選手
- スコット・レビン、コンピュータ犯罪者
- マリリン・マンソン、ショック・ロック・ミュージシャン
- レナード・マーシャル、アメリカンフットボール選手
- タッカー・マックス、著作家
- ニコ・マクブレイン、アイアン・メイデンのドラマー
- ビンス・マクマホン、プロレスラー、プロモーター
- コリーナ・モラリュー、テニス選手
- ポール・ニューマン、俳優、起業家
- グレグ・ノーマン、ゴルファー
- 大坂なおみ、女子プロテニス選手
- モーガン・プレッセル、ゴルファー
- マーク・リヒト、ジョージア大学アメリカンフットボールのヘッドコーチ
- アンディ・ロディック、テニス選手
- ピート・ローズ、野球選手
- フランク・ローゼンタール、ラスベガス・カジノの元オーナー、ハンディキャッパー
- マリオン・ライアン、1950年代イギリスの歌手
- ライアン・ショア、映画編集者
- ビンス・スパディア、テニス選手
- スコット・スタップ、ロックバンド、クリードのリードボーカル
- ホリア・テサウ、テニス選手
- ブライアン・ボス、プロボウラー
- アーニー・ワイズ、イギリスのコメディアン、二人組「モアカムとワイズ」の一人、1984年にモアカムが死んだ後はほとんどの時をボカラトンで過ごした。
- 佐川肇、オリンパス事件の中心的人物のひとり。事件の発端となったM&Aを主導した投資助言会社「AXAMインベストメント」の元社長で、事件発覚後、アメリカ人の妻と離婚して家を出、行方をくらましている。[33]
- ダニー・ポルシュ、ストラットン・オークモント詐欺事件の首謀者の一人。2004年に出獄以降当地に居住[34]。

## グレーター・ボカラトン
郵便用住所にボカラトンを使っている人の大半は市域街にいる。市域西にあるこの大きな未編入領域は郵便用住所と電話局番も含まれている。地域内にはゲーティッド・コミュニティーや多くのゴルフコースを含め、数多い大規模開発計画がある。これは地域内の開発が遅く始まり、大きな使用可能土地があることの結果である。これら豊かな地域社会の多くは、地理的に「ボカラトン中央」に位置するボカデルマールやボカポイント、「ボカラトン西部」に位置するアバロン・アット・ボカラトン、ボカフォールズ、ボカウィンズ、ボカウェスト、シマロン、ハンプトンズ・アット・ボカラトン、ミッションベイ、ロガーズラン、ポロクラブ・ボカラトン、サンダルフットコーブおよびウィスパーウォークなど、「国勢調査指定地域」に指定されるだけ大きなものばかりである。
2004年11月2日、ビアベルデ・アソシエーション、ウォーターサイド、ディアハースト・アソシエーション（ボカサウス）、マリーナ・デルマール・アソシエーション、リオ・デルマール・アソシエーション（どちらも当初はボカデルマールの地域社会）、およびヘザーウッド・オブ・ボカラトン・コンドミニアム・アソシエーションの住人が投票でボカラトン市への併合を承認し、市域面積が29.6 平方マイル (77 km2) まで拡がった。

## 大衆文化の中のボカラトン
ボカラトンは多くの映画の中で話が出てきており、例えばマーリー 世界一おバカな犬が教えてくれたこと、キャッツ&ドッグス、ラブソングができるまで、ウワサの真相/ワグ・ザ・ドッグ、ダイヤルM, ワンダーランド、奥さまは魔女、Mr. 3000、大統領の陰謀である。テレビ番組ではHisteria!、アメリカン・ドラゴン、アメリカン・ダッド、NIP/TUCK マイアミ整形外科医、ザ・ソプラノズ 哀愁のマフィア、リジー&Lizzie、The Golden Girls、Code Name: The Cleaner、The Nanny、The Venture Bros.、Phil of the Future、チャーリー・シーンのハーパー★ボーイズ、マッドメン、スポンジ・ボブ、Robot ChickenおよびマッドTV!で言及された。これらの引用はフロリダ州のリゾート地域、あるいはコンドミニアムの高い集積、といった評判、さらには、特にとなりのサインフェルドのように「神の待つ部屋」としてボカラトンを呼ぶことに関係している。またラッパーのトリック・ダディのヒット曲Shut upでは、「But all my Boca (Raton) Boys they know dough, that's fo' sho' doe」と歌っている。ボカラトンは退職後の生活を示すためにほとんど慣用的に使われており、例えばThe Nannyでは、フラン・ドレシャーがその両親にボカへ移転するよう常に説得しようとする。チェルシー・ハンドラーはそのトーク番組「チェルシー・レイトリー」で年長者にはこの市のことを話すことが多い。ボカラトンの発展については、2008年のスティーブン・ソンドハイムとジョン・ワイドマンのミュージカル『ロードショー』があり、アディソン・マイズナーとその兄弟ウィルソン・マイズナーの生涯に光を当てている。ボカラトンはボカラトンで撮影された多くの映画の場面および背景になっている。例えば、Paper Lion（1968年）、ペーパー・ムーン（1973年）、Caddyshack（1980年）、Caddyshack II（1984年）、ボーイハント（1984年）、Stella（1990年）およびSex Drive（2008年）である。マーリー 世界一おバカな犬が教えてくれたことのような本でも言及されている。